# Pier Antonio Micheli

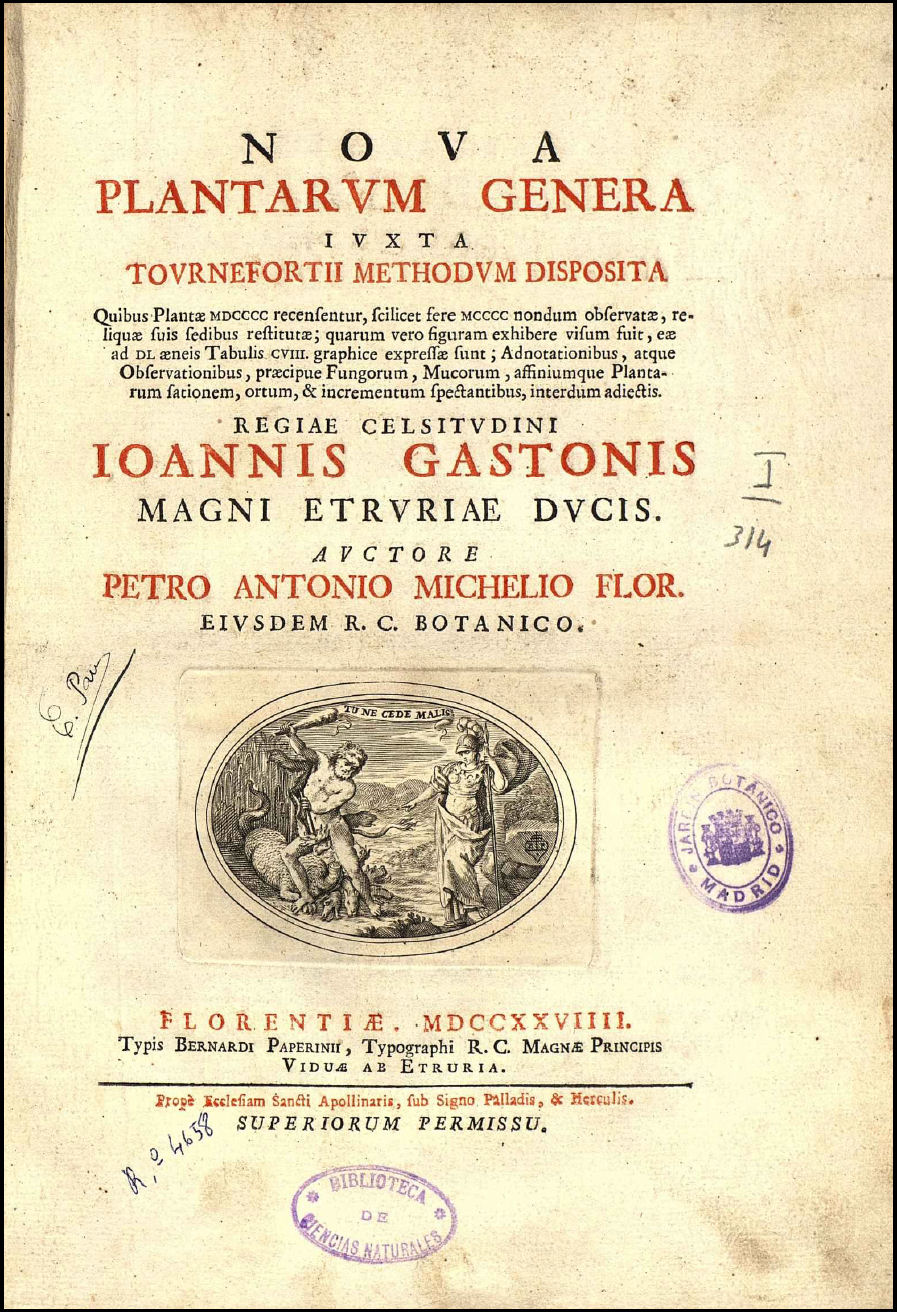
Titelpagina van Nova Plantarum Genera van 1729

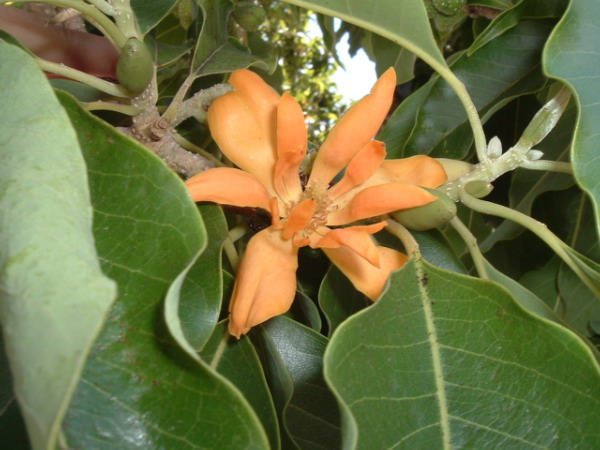
Michelia champaca, door Linnaeus naar Micheli genoemd

Pier (of Pietro) Antonio Micheli (Florence, 11 december 1679 - aldaar, 1 januari 1737) was een Italiaans botanicus. Hij was hoogleraar botanie in Pisa en curator van de Giardino dei Semplici in Florence. Hij is de ontdekker van de sporen bij schimmels en was een autoriteit op het gebied van de cryptogamen.

## Leven
Voor zover bekend werd Micheli geboren in een arme familie. Zijn vader, Pier Francesco di Paolo Micheli, was een textielverver. Het gezin Micheli was te arm om voor Pier Antonio een schoolopleiding te betalen. Micheli werd leerling boekverkoper in Florence. In het boekenvak leerde hij zichzelf de Latijnse taal. Hij begon al jong met het verzamelen en drogen van planten en legde zo een herbarium aan dat uiteindelijk zo'n 19000 planten omvatte. Hij was een leerling van Bruno Tozzi (1656-1743), een Italiaans geestelijke, botanicus en mycoloog uit de omgeving van Florence, naar wie hij later het kruid Tozzia vernoemde. In 1706 werd hij aangesteld als botanicus aan het hof van Cosimo III de' Medici, groothertog van Toscane. Cosimo schonk hem een exemplaar van Tourneforts Institutiones rei herbariae, een werk waardoor hij sterk beïnvloed werd.
Micheli was de ontdekker van de spore, en de eerste die de basidie en het velum universale bij paddenstoelen beschreef. Door schimmelsporen te "zaaien" en te laten zien dat dan dezelfde soort schimmel er opkwam, slaagde hij erin aan te tonen dat schimmels zich door middel van sporen voortplanten en dus, in tegenstelling tot wat in zijn tijd algemeen aangenomen werd, niet door generatio spontanea ontstaan. Zijn Nova plantarum genera van 1729 was een mijlpaal in de studie der schimmels. In dit werk, met beschrijvingen van 1900 planten, waaronder 1400 nieuw, beschreef hij 900 schimmels en lichenen. Hij gaf verschillende belangrijke geslachten van microfungi, waaronder Aspergillus en Botrytis een naam. Samen met Bruno Tozzi was hij de oprichter van de Società Botanica Intaliana in 1716. Hij correspondeerde met de belangrijkste botanici van zijn tijd, waaronder Pierre Magnol (1638-1715), William Sherard (1659-1728), James Petiver (1663-1718), Johann Jakob Scheuchzer (1672-1733) en Johann Jacob Dillenius (1684-1747).
Op een van zijn verzamelreizen, in 1736, kreeg hij pleuritis, waaraan hij kort daarna in Florence overleed.

## Werk
- 1729 Nova plantarum genera iuxta Tournefortii methodum disposita, Florence, online op Real Jardín Botánico, Madrid en Biodiversity Heritage Library
- 1748 Catalogus plantarum Horti Caesarei Florentini, Florence, online op Real Jardín Botánico, Madrid

Dit werk werd door Micheli's opvolger als curator van de Giardino dei Semplici, Giovanni Targioni Tozzetti (1712-1783) uitgegeven en geeft een beschrijving van de tuin ten tijde van Micheli.

## Eponiemie
- Michelia L., 1753 (Magnoliaceae), een geslacht dat door veel botanici nu als deel van het geslacht Magnolia L. wordt beschouwd.
- De Via Micheli in Florence, de straat waaraan de Giardino dei Semplici ligt, is naar hem vernoemd.

- Biblioteca Nacional de España: XX4963536
- Bibliothèque nationale de France: cb12457858c (data)
- Author citation (botany): P.Micheli
- Gemeinsame Normdatei: 120856379
- International Standard Name Identifier: 0000 0001 0915 758X
- Library of Congress Control Number: nr89018135
- Nationale Bibliotheek van Letland: 000250234
- Nationale Bibliotheek van Tsjechië: mzk2010577492
- Nationale bibliotheek van Australië: 35278991
- Nationale Bibliotheek van Israël: 987007438026605171
- Nederlandse Thesaurus van Auteursnamen: 07050198X
- Istituto Centrale per il Catalogo Unico: CFIV087204
- Système universitaire de documentation: 077223128
- Trove: 894815
- Virtual International Authority File: 73949559
- WorldCat: E39PBJw4DMwkGXKvWCM66KFtKd